# Luan Vieira
Luan Guilherme de Jesus Vieira (sinh ngày 27 tháng 3 năm 1993), thường được gọi là Luan là một cầu thủ bóng đá người Brazil hiện đang chơi bóng tại câu lạc bộ Grêmio và đội tuyển bóng đá quốc gia Brasil.
Luan sinh ra tại São José do Rio Preto, São Paulo. Sau khi chơi futsal cho các câu lạc bộ futsal nghiệp dư. Sau đó Luan chuyển qua chơi bóng đá và gia nhập câu lạc bộ trẻ Tanabi tại giải Campeonato Paulista Segunda Divisão vào năm 2012.
Ngày 8 tháng 2 năm 2013, Luan chuyển đến thi đấu tại câu lạc bộ Catanduvense cho đến hết năm. Anh có trận đấu đầu tiên của mình cho câu lạc bộ 8 ngày sau đó, khi vào sân hiệp hai trong trận đấu với câu lạc bộ Santo André.

## Sự nghiệp

### Grêmio
Ngay sau khi chơi cho Catanduvense, Luan chuyển đến thi đấu chuyên nghiệp tại câu lạc bộ Gremio.
Luan có trận thi đấu đầu tiên cho câu lạc bộ vào ngày 19 tháng 1 năm 2014 tại giải Campeonato Gaúcho. Anh ghi bàn thắng đầu tiên cho câu lạc bộ vào ngày 29 tháng 1 năm 2014 trong trận đấu 1-1 tại Brasil de Pelotas
Tại đây Luan có 14 lần ra sân và ghi 3 bàn thắng, chuộc cuộc câu lạc bộ Grêmio kết thúc ở vị trí thứ hai. Anh có trận thi đấu chính thức đầu tiên chơi tại giải Série A vào ngày 27 tháng 4 năm 2014, trong chiến thắng 2-1 trước câu lạc bộ Atlético Mineiro

## Sự nghiệp quốc tế
Luan đã có tên trong đội hình tạm thời của Brazil chuẩn bị cho giải đấu Copa América Centenario nhưng đã bị loại khỏi đội hình chính thức.
Luan được chọn là một thành viên của đội tuyển quốc gia Brasil cho Thế vận hội Mùa hè 2016
.
Trong trận đấu với Colombia, Luan ghi bàn thắng đấu tiên cũng là bàn thắng thứ hai cho Brasil trong trận đấu, chung cuộc Brasil giành chiến thắng 2-0.

## Thống kê
| Câu lạc bộ          | Mùa giải            | Giải quốc gia            | Giải quốc gia | Giải quốc gia | Giải bang | Giải bang | Cúp quốc gia | Cúp quốc gia | Châu lục | Châu lục | Khác | Khác | Tổng cộng | Tổng cộng |
| Câu lạc bộ          | Mùa giải            | Hạng                     | Trận          | Bàn           | Trận      | Bàn       | Trận         | Bàn          | Trận     | Bàn      | Trận | Bàn  | Trận      | Bàn       |
| ------------------- | ------------------- | ------------------------ | ------------- | ------------- | --------- | --------- | ------------ | ------------ | -------- | -------- | ---- | ---- | --------- | --------- |
| Tanabi              | 2012                | Paulista Segunda Divisão | —             | —             | 9         | 2         | —            | —            | —        | —        | —    | —    | 9         | 2         |
| Catanduvense        | 2013                | Paulista A2              | —             | —             | 1         | 0         | —            | —            | —        | —        | —    | —    | 1         | 0         |
| Grêmio              | 2014                | Série A                  | 28            | 4             | 14        | 3         | 1            | 0            | 7        | 1        | —    | —    | 50        | 8         |
| Grêmio              | 2015                | Série A                  | 32            | 10            | 15        | 4         | 8            | 3            | —        | —        | —    | —    | 55        | 17        |
| Grêmio              | 2016                | Série A                  | 25            | 6             | 11        | 5         | 8            | 1            | 8        | 0        | 2    | 0    | 54        | 12        |
| Grêmio              | 2017                | Série A                  | 4             | 3             | 11        | 3         | 1            | 1            | 5        | 5        | 2    | 0    | 23        | 12        |
| Grêmio              | Tổng cộng           | Tổng cộng                | 90            | 23            | 52        | 15        | 17           | 4            | 19       | 4        | 2    | 0    | 182       | 53        |
| Tổng cộng sự nghiệp | Tổng cộng sự nghiệp | Tổng cộng sự nghiệp      | 90            | 23            | 62        | 17        | 17           | 4            | 18       | 4        | 2    | 0    | 199       | 54        |

## Danh hiệu

### Đội tuyển quốc gia
U-23 Brasil
- Huy chương Vàng Olympic: 2016

U-20 Brasil
- Toulon Tournament: 2014

### Cá nhân
- Campeonato Gaúcho XI: 2014
- Tân binh Campeonato Gaúcho xuất sắc nhất: 2014

## Liên kết
- Luan profile Lưu trữ ngày 18 tháng 11 năm 2016 tại Wayback Machine at Portal Oficial do Grêmio (tiếng Bồ Đào Nha)
- Luan tại TheFinalBall.com
- Luan tại Soccerway